# Kiss It Better
«Kiss It Better» es una canción grabada por la cantante barbadense Rihanna para su octavo álbum de estudio, Anti (2016). Fue escrita por Jeff Bhasker, John Glass, Teddy Sinclair y Rihanna. La canción fue producida por Bhasker, mientras que Glass fue responsable de la producción adicional y Kuk Harrell para la producción vocal. Fue lanzada a las estaciones de radio de los Estados Unidos el 30 de marzo de 2016, junto con «Needed Me», «Kiss It Better», sin embargo, fue un sencillo promocional. «Kiss It Better» es una balada de pop, synth-rock y R&B, que incluye en su instrumentación sintetizadores «profundos y serpenteantes», batería y un riff de guitarra eléctrica, que toma influencia de las baladas de pop de los años 80 y 90. La letra de la canción se centra en una relación destructiva que la cantante sabe que está mal para ella, pero que ella encuentra irresistible. También se ocupa de temas de reparación de vallas rotas y volver a estar juntos con un amante.

## Antecedentes y lanzamiento

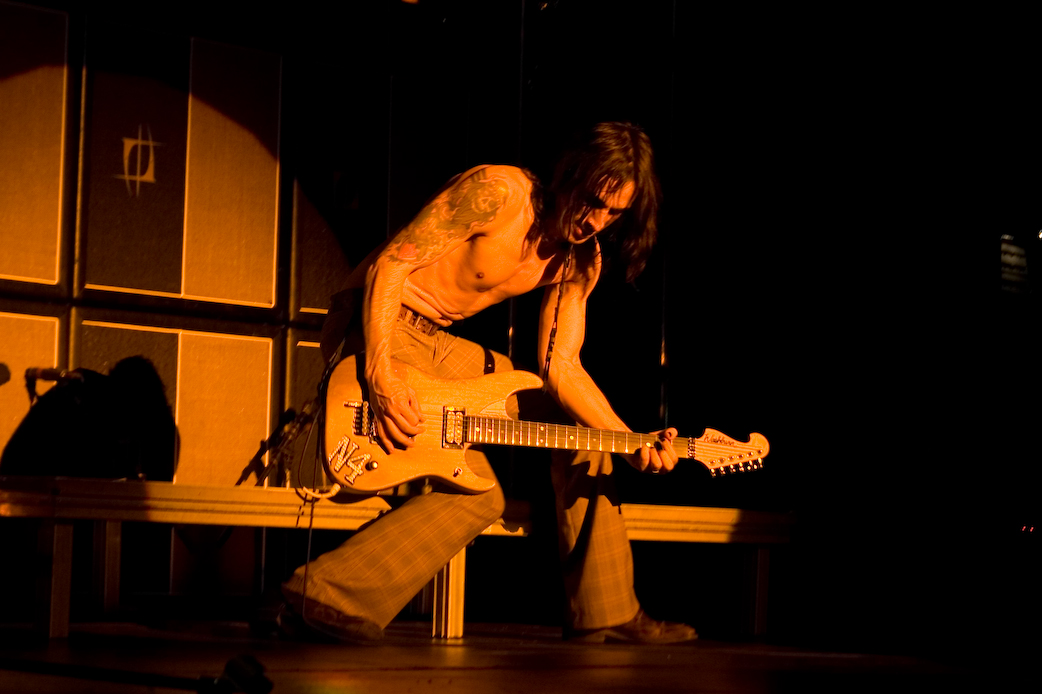
Nuno Bettencourt en 2008

El 8 de diciembre de 2014, "Kiss It Better" se registró a través de Harry Fox Agency, una agencia "que maneja los derechos de publicación de los formatos de música física y digital." En el mismo día, la emisora 2Day FM y otros sitios web informaron que la canción fue supuestamente lanzada como un sencillo de su octavo álbum de estudio. Un día más tarde, Rihanna tomó un fragmento de la pista en su cuenta de Instagram, con el guitarrista de Extreme Nuno Bettencourt trabajando en una melodía eléctrica en solitario. Bettencourt anteriormente trabajó con Rihanna en gira con ella y tocando la guitarra en algunas canciones de sus álbumes Loud (2010) y Talk That Talk (2011). El 7 de julio de 2015, el cantante inglés Teddy Sinclair confirmó que era uno de los compositores de la canción.
El 27 de diciembre de 2015, otro compositor de la canción, Glass John, escribió en Twitter para expresar su insatisfacción por el retraso del lanzamiento de la canción y el álbum. Eventualmente, a través de su cuenta oficial de Twitter, la cantante confirmó que "Kiss It Better" junto a "Needed Me" iban a ser lanzados como los siguientes sencillos e impactaron la radio el 30 de marzo de 2016. También reveló la carátula para ambos sencillos, el primero con un plano de la cara de Rihanna y el último con Rihanna vistiendo un par de pantalones vaqueros gigantes.

## Posicionamiento en listas

### Semanales
| País           | Lista                   | Mejor posición |
| -------------- | ----------------------- | -------------- |
| Australia      | ARIA Top 100 Singles    | 48             |
| Bélgica (Fl)   | Ultratip                | 15             |
| Bélgica (Wl)   | Ultratip                | 32             |
| Canadá         | Canadian Hot 100        | 54             |
| Escocia        | Official Charts Company | 37             |
| Estados Unidos | Billboard Hot 100       | 62             |
| Estados Unidos | Pop Songs               | 24             |
| Estados Unidos | Dance Club Songs        | 1              |
| Estados Unidos | Hot R&B/Hip-Hop Songs   | 21             |
| Finlandia      | Suomen virallinen lista | 77             |
| Francia        | SNEP                    | 76             |
| Irlanda        | IRMA                    | 66             |
| Nueva Zelanda  | NZ Top 40 Heatseekers   | 3              |
| Reino Unido    | Official Charts Company | 46             |

### Anuales
| País           | Lista (2016) | Posición |
| -------------- | ------------ | -------- |
| Estados Unidos | R&B Songs    | 23       |

## Premios y nominaciones
| Año  | Ceremonia     | Trabajo          | Categoría     | Resultado |
| ---- | ------------- | ---------------- | ------------- | --------- |
| 2017 | Grammy Awards | «Kiss It Better» | Best R&B Song | Nominado  |

### Certificaciones
| País           | Organismo certificador | Certificación | Ventas certificadas | Ref.   |
| -------------- | ---------------------- | ------------- | ------------------- | ------ |
| Brasil         | ABPD                   | Oro           | 30 000              | [ 28 ] |
| Estados Unidos | RIAA                   | Platino       | 1 000 000           | [ 29 ] |
| Nueva Zelanda  | RMNZ                   | Oro           | 15 000              | [ 30 ] |
| Reino Unido    | BPI                    | Plata         | 200 000             | [ 31 ] |